# 维尔克尼茨
维尔克尼茨（德語：Wülknitz）是德国萨克森州的一个市镇，隶属于迈森县。总面积为27.91平方千米，截至2020年总人口为1730人。